# Limosina scutellata
Limosina scutellata är en tvåvingeart som först beskrevs av Johann Wilhelm Meigen 1835.  Limosina scutellata ingår i släktet Limosina och familjen hoppflugor.
Artens utbredningsområde är Tyskland. Inga underarter finns listade i Catalogue of Life.